# 벌교읍
벌교읍(筏橋邑)은 대한민국 전라남도 보성군 동부에 위치한 읍이다.

## 개요
북쪽과 동쪽으로는 순천시, 남쪽으로는 고흥군에 접하고 있다. 본래 낙안군 고상, 고하, 남상, 남하면 지역으로, 1908년 낙안군이 폐지되면서 고상면과 남면으로 통폐합되어 보성군에 편입되었다가, 1915년 고상면과 남면이 병합되어 벌교면이 되었다.
1922년 이후 경전선 철도가 지나면서 벌교역을 중심으로 교통의 요지가 되어 일제강점기 동안 전남 동부지방의 물산을 일본으로 실어나르는 창구가 되었으며, 이에 따라 급격히 인구가 증가하여 1937년 읍으로 승격하였다.
해방 이후 쇠락하였으나, 여전히 보성군 내 인구의 30% 이상을 차지하여 보성읍보다도 인구가 많다.
작가 조정래의 소설 《태백산맥》의 배경이 되기도 하였으며, 특산물로는 꼬막, 딸기 등이 유명하다.

## 하위 행정 구역
행정리의 괄호 안은 자연마을 이름으로, "보성군 반설치 조례 시행규칙"에 있는 것을 벌교읍 지명 유래 와 대조하여 적은 것이다.
- 벌교리 (筏橋)
  - 벌교1리 (홍교), 벌교2리 (세망), 벌교3리 (계두), 벌교4리 (신성), 벌교5리 (월곡), 벌교6리 (계성), 벌교7리 (부용), 벌교8리 (선근)
- 전동리 (典洞)
  - 전동1리 (초지), 전동2리 (평촌), 전동3리 (전등)
- 고읍리 (古邑)
  - 고읍1리 (고읍), 고읍2리 (지곡), 고읍3리 (구치)
- 지동리 (池洞)
  - 지동1리 (지동), 지동2리 (토산), 지동3리 (연동), 지동4리 (원등), 지동5리 (중흥)
- 낙성리 (洛城)
  - 낙성1리 (낙성), 낙성2리 (용동), 낙성3리 (행정)
- 추동리 (秋洞)
  - 추동1리 (내추), 추동2리 (외추), 추동3리 (백동)
- 징광리 (澄光)
  - 징광1리 (세동), 징광2리 (징광)
- 옥전리 (沃田) : 1995년 8월 10일 이전까지 천치리(天峙)였으나, 어감이 좋지 못해 바꾸었다.
  - 옥전1리 (옥전), 옥전2리 (마화)
- 칠동리 (七洞)
  - 칠동1리 (금곡), 칠동2리 (칠동), 칠동3리 (구정), 칠동4리 (원당)
- 척령리 (尺嶺)
  - 척령1리 (원동), 척령2리 (금평), 척령3리 (척령), 척령4리 (신기)
- 마동리 (馬洞)
  - 마동1리 (마동), 마동2리 (군지), 마동3리 (월정)
- 장좌리 (長佐)
  - 장좌1리 (장좌), 장좌2리 (분토), 장좌3리 (무만), 장좌4리 (월곡)
- 영등리 (永登)
  - 영등1리 (두평), 영등2리 (영등), 영등3리 (박석), 영등4리 (봉황)
- 장암리 (長岩)
  - 장암1리 (상장), 장암2리 (하장), 장암3리 (대룡)
- 대포리 (大浦)
  - 대포1리 (대포), 대포2리 (제두)
- 연산리 (蓮山)
  - 연산1리 (연산), 연산2리 (금산)
- 봉림리 (鳳林)
- 회정리 (回亭)
  - 회정1리 (회정), 회정2리 (신정), 회정3리 (고정)
- 장양리 (壯陽)
  - 장양1리 (양동), 장양2리 (장양), 장양3리 (진석), 장양4리 (쟁동), 장양5리 (매산)
- 호동리 (虎洞)
  - 호동1리 (호동), 호동2리 (호산), 호동3리 (동막)
- 장도리 (獐島)
  - 장도1리 (대촌), 장도2리 (부수), 장도3리 (해도)

## 교육 기관
- 낙성초등학교 (낙성리)
- 벌교초등학교 (벌교리)
  - 장도분교 (휴교)
  - 제석분교 (폐교) : 장호길 14 (장양리)
  - 해도분교 (폐교)
- 부용초등학교 (폐교) : 고읍길 220 (고읍리)
- 영등초등학교 (폐교) : 남하로 474 (영등리)
- 장암초등학교 (폐교) : 장암길 234-44 (장암리)
- 벌교서초등학교 (폐교) : 녹색로 5071 (칠동리)
- 벌교동초등학교 (폐교) : 벌교호동길 3 (호동리)
- 벌교중앙초등학교 (장좌리)
- 삼광중학교
- 벌교여자중학교
- 벌교중학교
- 벌교고등학교
- 벌교상업고등학교
- 벌교여자고등학교

## 출신 인물
가수백지헌
가수정태영(본명정남이)
가수문진오